# Controcorrente (film 2009)
Controcorrente (Against the Current) è un film del 2009 diretto da Peter Callahan.

## Trama
Paul Thompson è un giornalista che scrive di economia. La moglie incinta della loro primogenita è morta cinque anni prima in un incidente stradale. Da quel trauma Paul non si è più ripreso e ora, in prossimità del quinto anniversario dalla scomparsa, vuole percorrere a nuoto (con tappe quotidiane) le ultime 150 miglia del fiume Hudson fino a giungere al Ponte Giovanni da Verrazzano. Lo accompagnano Jeff, l'amico di sempre, e Liz, una giovane donna che ha conosciuto nel bar di Jeff. L'obiettivo di Paul si rivela ben presto in modo chiaro. Vuole arrivare a New York il giorno in cui i familiari sono deceduti per poi suicidarsi.

## Critica
Peter Callahan scrive e dirige il suo secondo film in otto anni e non scegli un tema facile. Perché inizialmente, amanti dell'Hudson e dei suoi panorami esclusi, non è facile far interessare un'audience a un uomo che nuota accompagnato da un battello a motore con due persone a bordo. Infatti l'inizio del film è piuttosto faticoso ma è bene non demordere perché non appena il progetto di Paul si fa chiaro scatta un duplice meccanismo che stimola l'attenzione.